# Fysicum
Fysicum är namnet på de lokaler vid Lunds universitet som används för undervisning och forskning inom ämnesområdet fysik. Dagens Fysicum har byggts etappvis 
från 1950 och är beläget mellan Sölvegatan, Professorsgatan och Tornavägen. 

## Historia

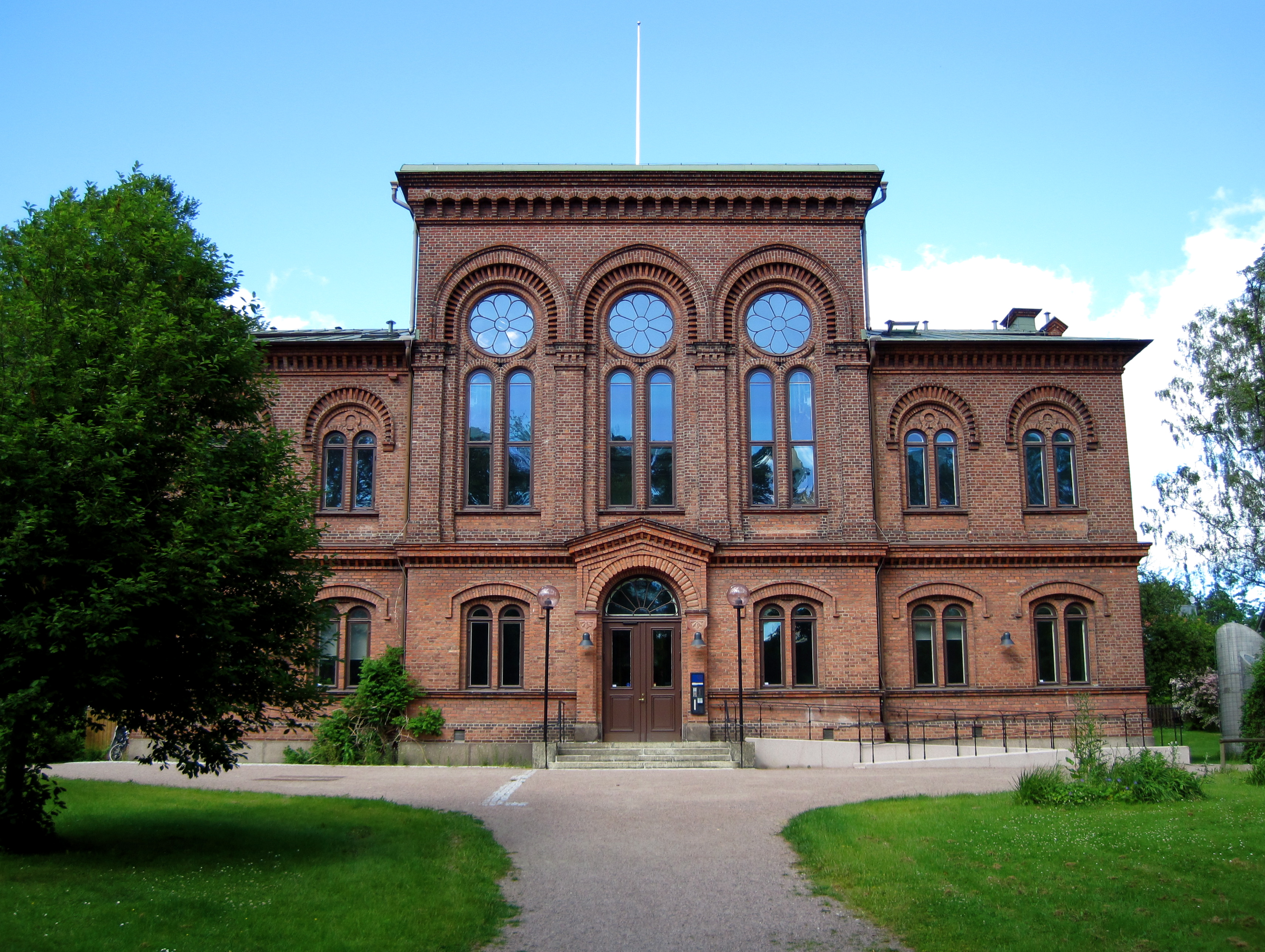
Gamla Fysicum uppfört 1885, idag hemvist för Pufendorfinstitutet. Foto: Fredrik Tersmeden

### 1735–1845
Den allra första universitetslokalen som helt och hållet var dedikerat fysik kom till efter att en ombyggnad av Kungshuset stod klar 1735. Ett av rummen på andra våningen tillföll fysikinstitutionen och ett första Fysicum hade blivit till.

### 1845–1885
Forskningen inom fysik och andra naturvetenskapliga ämnen ökade med åren och mer plats kom att behövas. Nya lokaler på nuvarande Biskopsgatan stod klara 1845, men användes endast i fyra år innan universitetet och kyrkan kom överens om ett byte. Biskopen tog över huset på Biskopsgatan, numera Gamla Biskopshuset och institutionerna fysik, kemi och zoologi flyttade istället in i vad som byggts som biskopshus vid Krafts torg (idag Lunds universitets historiska museum).

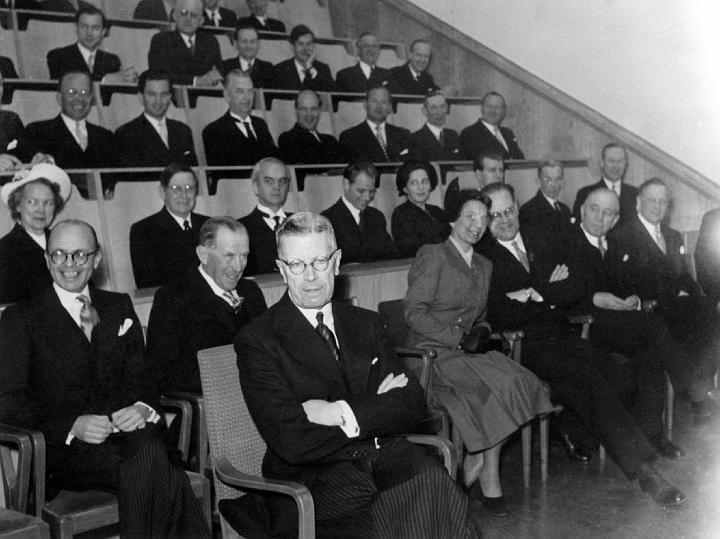
Kung Gustav VI Adolf (fram) samt Tage Erlander med frun Aina (höger) vid invigningen av Fysicum 1951. Bilden är tagen i Rydbergssalen.

### 1885–1950
Behovet av större lokaler växte och problemet löstes genom att bygga ett helt hus tillägnat endast den fysiska institutionen. Bygget finansierades bland annat med hjälp av statliga medel och stod klart 1885 på Hyphoffslyckan i Lund. Det fanns föreläsningssalar, kontor, verkstad och bibliotek. I anslutning till huset lät man även uppföra Donavit, en stuga specialbyggd för ett teleskop och en stjärnspektrometer. Instrument som donerades till institutionen av lektorn och alumnen A. E. Andersson.

### Sedan 1950
Efter kriget började planerna för nästa Fysicum att ta form som skulle ligga endast 500 meter norrut längs Sölvegatan. 1950 började inflyttningen i huset som invigdes 1951 i närvaro av kung Gustav VI Adolf och statsminister Tage Erlander. Åren 1956-1970 inrymde bottenvåningen Lunds universitets första dator SMIL. Huset har flera gånger byggts ut och mer än fördubblats i yta jämfört med den ursprungliga byggnaden.